# The Power / 悲傷的天堂 (Single Version)
《The Power / 悲傷的天堂 (Single Version)》（The Power / 悲しきヘブン (Single Version)）是日本女子偶像組合℃-ute的第25張單曲，於2014年7月16日由zetima發售。

## 概要
- 《The Power / 悲傷的天堂 (Single Version)》是℃-ute第四張2A單曲。
- 《悲傷的天堂 (Single Version)》為℃-ute第19張單曲《想見 想見 想見你》的B面曲《悲傷的天堂》重新灌錄的版本
- 此單曲有6個版本，分別有初回生產限定盤A、B、C、D和通常盤A、B。「初回生產限定盤A」和「初回生產限定盤C」收錄了《The Power》的PV和Making；「初回生產限定盤B」和「初回生產限定盤D」收錄了《悲傷的天堂 (Single Version)》的PV和Making。
- 在2014年7月28日於Oricon公信榜單曲週榜取得第3名。

## 收錄内容

### CD（初回生產限定盤A、C、通常盤A）
1. The Power
（作詞、作曲：淳君 編曲：KOH）
2. 悲傷的天堂 (Single Version)
（作詞、作曲：淳君 編曲：板垣祐介）
3. The Power（Instrumental）
4. 悲傷的天堂 (Single Version)（Instrumental）

### CD（初回生產限定盤B、D、通常盤B）
1. 悲傷的天堂 (Single Version)
2. The Power
3. 悲傷的天堂 (Single Version)（Instrumental）
4. The Power（Instrumental）

### DVD

#### 初回生產限定盤A
1. The Power（PV）

#### 初回生產限定盤B
1. 悲傷的天堂 (Single Version)（PV）

#### 初回生產限定盤C
1. The Power（Dance Shot Ver.）
2. The Power（Making of）

#### 初回生產限定盤D
1. 悲傷的天堂 (Single Version)（Dance Shot Ver.）
2. 悲傷的天堂 (Single Version)（Making of）

## 外部連結
- 早安家族官方網站[永久]（日語）